# U-Bahnhof Rathaus Schöneberg

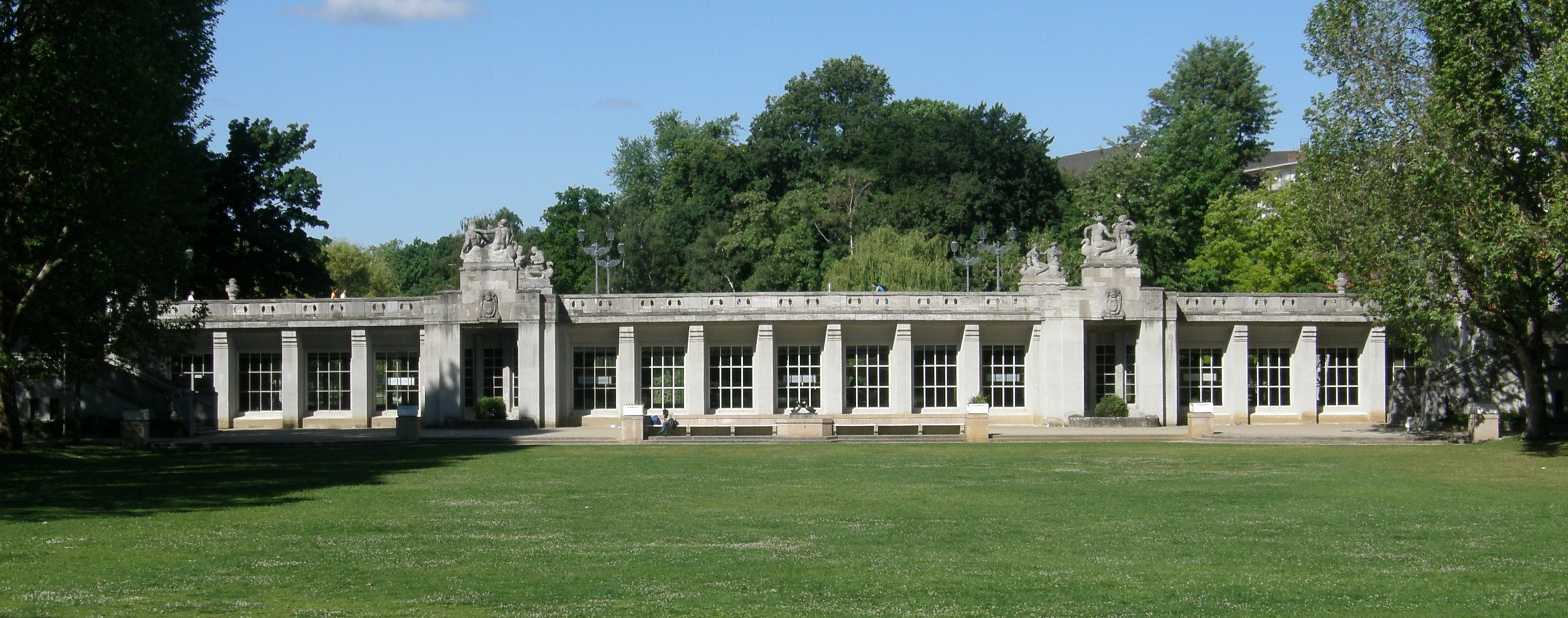
Bahnhof vom Stadtpark aus gesehen

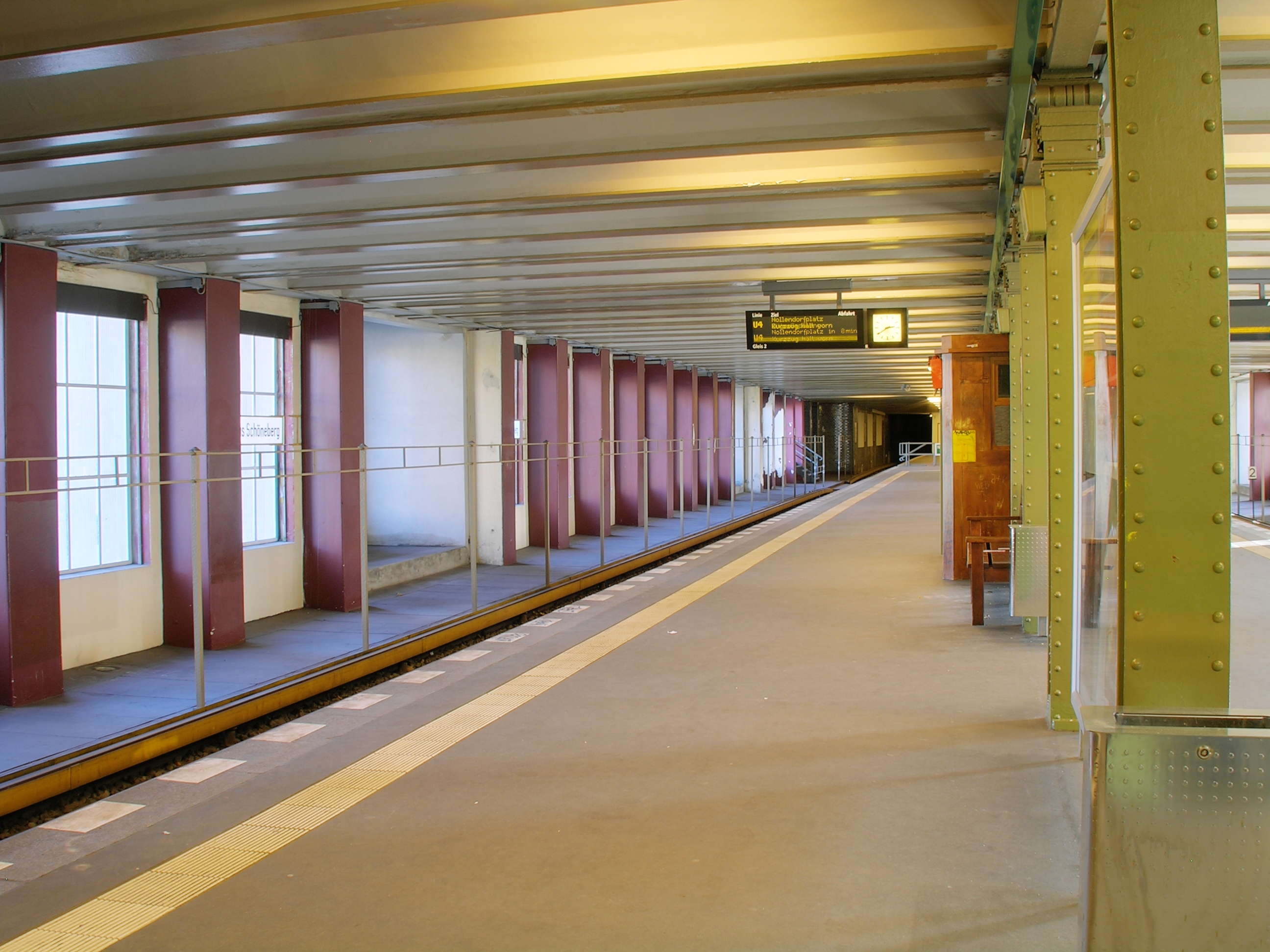
Bahnsteig und östliche Fensterfront

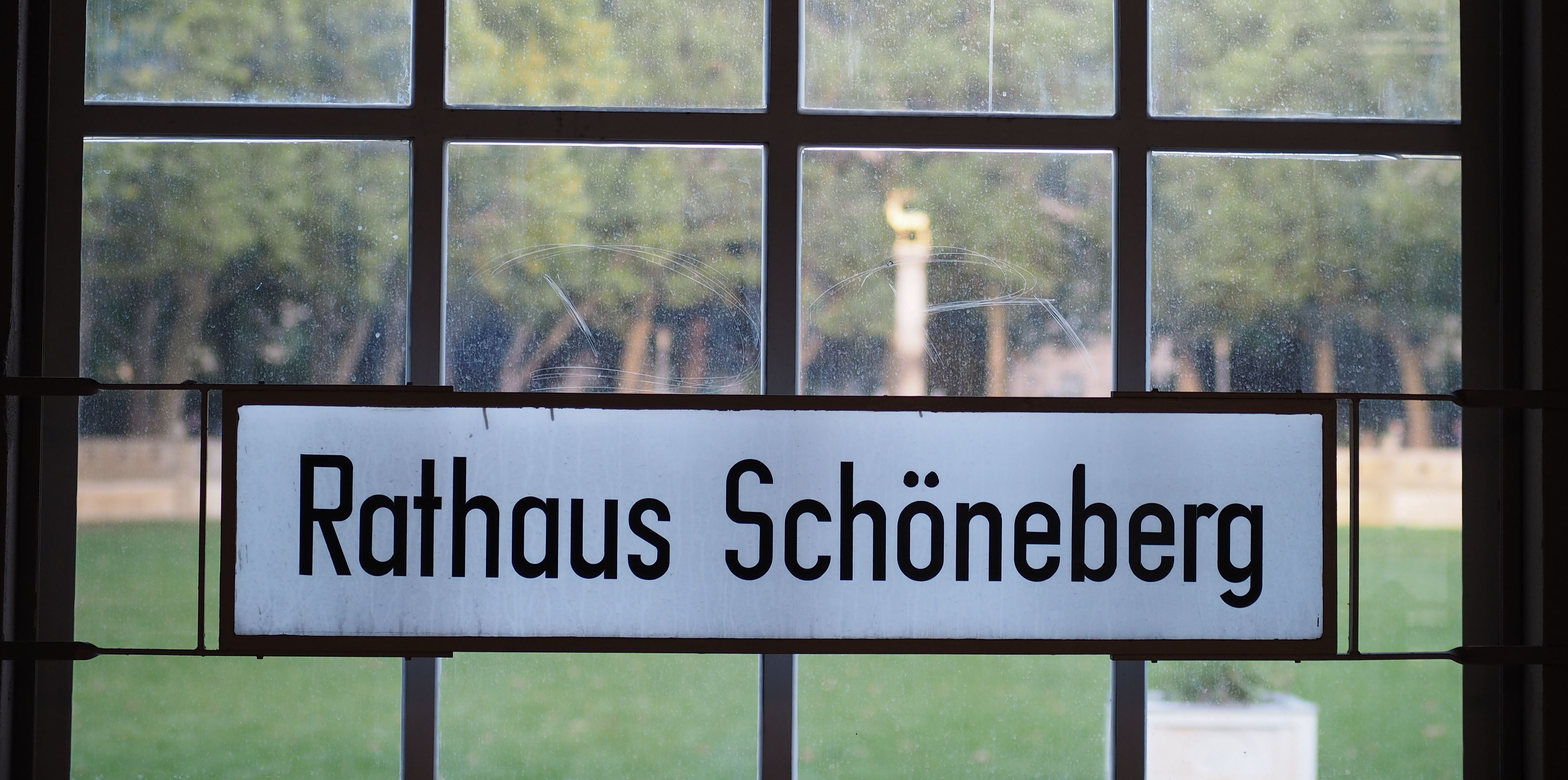
Namensschild in einem Fenster des U-Bahnhofs

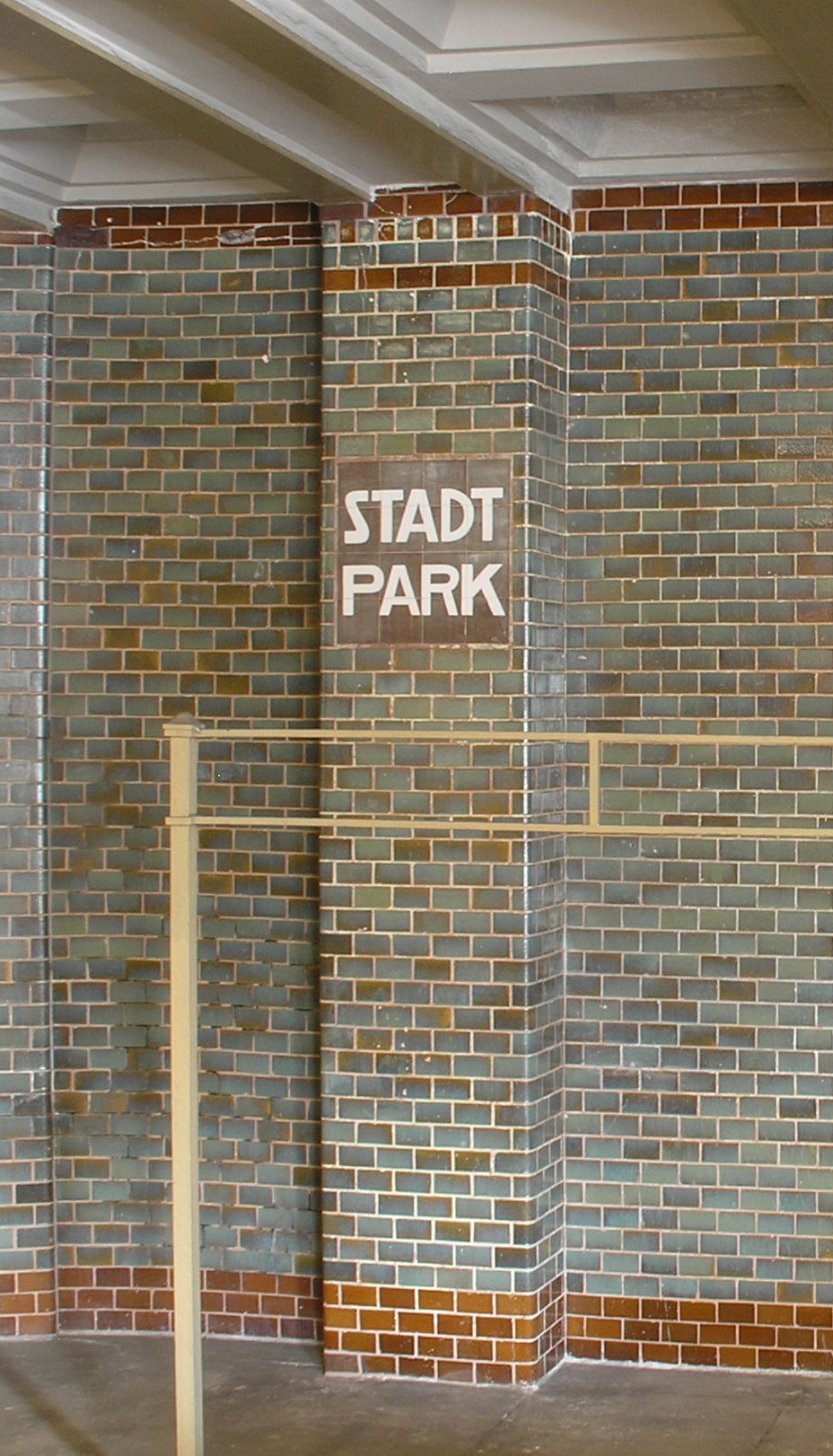
Wandfliesen und Ursprungsname

Der U-Bahnhof Rathaus Schöneberg am gleichnamigen Rathaus im Ortsteil Schöneberg des Bezirks Tempelhof-Schöneberg ist eine Station der Berliner U-Bahn-Linie U4, die vom Nollendorfplatz zum Innsbrucker Platz führt. Der Bahnhof wurde zwischen 1908 und 1910 von der damals noch selbstständigen Stadt Schöneberg errichtet und am 1. Dezember 1910 unter dem Namen Stadtpark eröffnet. Architekt war Johann Emil Schaudt. Am 15. Mai 1951 erhielt der U-Bahnhof seinen heutigen Namen.

## Historie und Bauwerk
Der Bahnhof wurde in einer Talsenke gebaut, in der zur selben Zeit auch der Stadtpark Schöneberg angelegt wurde. Der damalige Stand der Bautechnik ließ eine Unterfahrung des feuchten Untergrundes nicht zu. Daher nutzte man den beim Bau der Schöneberger U-Bahn anfallenden Aushub zur Aufschüttung, und der Bahnhof selbst wurde als brückenartiges oberirdisches Bauwerk konzipiert, das auf drei 70 Meter langen, bis zum tragfähigen Grund reichenden Betonpfeilern gründet. Der U-Bahnhof ist mit Fenstern zu beiden Seiten versehen, durch die die Fahrgäste einen Blick in die Parkanlage haben. Diese Bauweise – eine Mischung aus Untergrund- und offener Station – ist äußerst selten (siehe hierzu vergleichsweise auch den Berliner U-Bahnhof Spittelmarkt und den Nürnberger U-Bahnhof Opernhaus). Über und neben dem Bahnhof wurde eine Straße angelegt, die als breite Fußgängerzone mit Fahrradweg (Teil der ausgeschilderten Wannsee-Route RR1) dient.
Der Bahnhof wurde mit blaugrünen Fliesen verkleidet, die dem Inneren – zusammen mit der auf den Schildern benutzten Typografie – eine Gestaltung gaben, die eng an den damals populären Jugendstil angelehnt war.

## Weitere Entwicklung
Im Zweiten Weltkrieg wurde der Bahnhof bereits 1940 erstmals bei alliierten Luftangriffen beschädigt, 1945 dann total zerstört, bis 1951 aber in der alten Form wieder aufgebaut. Die blauen Fliesen, soweit noch vorhanden, wurden dabei beigefarben übermalt. Völlig neu gestaltet wurde zu dieser Zeit die Vorhalle der Station. 1973 wurden auch die noch bis dahin verbliebenen Zugänge zur Station abgerissen und durch eine Stahlumwehrung mit Dach ersetzt.
Als die Linie U4 im Jahr 1981 als Teststrecke für den vollautomatischen Betrieb (ohne Abfertigungspersonal auf dem Bahnsteig) eingerichtet wurde, rüstete die BVG den Bahnhof mit Kameras für die Videoüberwachung aus der Leitstelle Nollendorfplatz aus. Wegen der für die Aufnahmetechnik ungünstigen Lichtverhältnisse wurden 1983 an den westlichen Fenstern der Bahnsteighalle durchgängig Jalousien montiert. Diese sind nicht mehr im Einsatz, der Blick aus dem Bahnhof ist wieder nach beiden Seiten möglich.
Im Jahr 2002 wurde der gesamte Bahnhof renoviert. Neu gebaut wurde der Eingangsbereich. Am südlichen Ende des Bahnsteigs wurde eine kleine Treppe als zusätzlicher Notausgang angelegt. Der Bahnhof steht unter Denkmalschutz. Im Zuge des barrierefreien Ausbaus erhält der Bahnhof einen südlichen Ausgang, der den Notausgang ersetzt. Zusätzlich erhielt der Bahnhof einen Aufzug, der Bahnsteig wird zudem auf die Standardlänge verlängert. Seit dem 20. April 2023 ist der Bahnhof durch einen Aufzug barrierefrei zugänglich.

## Anbindung
| Linie | Verlauf                                                                                             |
| ----- | --------------------------------------------------------------------------------------------------- |
|       | Nollendorfplatz – Viktoria-Luise-Platz – Bayerischer Platz – Rathaus Schöneberg – Innsbrucker Platz |

Am U-Bahnhof bestehen keine direkten Umsteigemöglichkeiten zu anderen Linien des Berliner Nahverkehrs. Die nächste Bushaltestelle befindet sich rund 250 Meter entfernt in der Martin-Luther-Straße vor dem Rathaus Schöneberg.